# متروپلیس رکوردز
متروپلیس رکوردز (به انگلیسی: Metropolis Records) نام یک ناشر موسیقی می‌‎باشد که در سال ۱۹۹۳ توسط مرحوم دیو هکمن در فیلادلفیا، پنسیلوانیا به‌وجود آمد.